# Nấc cụt
Nấc cụt (gọi tắt là nấc) hay ách nghịch là những đợt co thắt đột ngột không tự chủ và ngắt quãng của cơ hoành lặp đi lặp lại nhiều lần, do thì hít vào bị ngưng đột ngột, thanh môn bất ngờ đóng kín.
Một đợt nấc cụt thường chỉ diễn ra vài phút, nhưng cũng có thể kéo dài trong nhiều giờ hoặc 1-2 ngày, thậm chí nhiều năm. Nếu chỉ diễn ra từ vài phút đến ít hơn 24 giờ thì hiện tượng này thường không ảnh hưởng đến sức khỏe và không cần bất kỳ sự can thiệp nào, mặc dù có nhiều phương thức điều trị tại gia (hay còn được gọi là "mẹo") được nhiều người áp dụng để rút ngắn thời gian nấc. Nhưng nếu kéo dài quá 48 giờ hoặc tái phát theo chu kỳ thì thường do bệnh lý. Tần số của nấc cụt thay đổi ở mỗi người khác nhau, khoảng 2-60 cái/phút.
Ở người, sự co thắt này đẩy một luồng khí đột ngột ra khỏi buồng phổi làm nắp thanh quản bị đóng lại, gây ra tiếng nấc. Trong y học, nó được gọi là chứng kích động cơ hoành đồng bộ (synchronous diaphragmatic flutter - SDF).

## Nguyên nhân
Có nhiều trường hợp tự phát sinh nấc cụt, tuy nhiên nấc cụt có thể phát sinh do nhiều sự kiện đặc trưng như thiếu nước, mất thăng bằng đột ngột (ngồi dậy), ăn quá nhanh, đói trong thời gian dài, dùng đồ uống lạnh trong khi đang ăn đồ ăn nóng, ợ, ăn đồ ăn cay hay có gia vị kích thích, cười lớn, ho, uống quá nhiều đồ uống có cồn, khóc lóc (thổn thức gây ra luồng khí đi vào ổ bụng), một số trường hợp hút thuốc (thuốc lá hoặc một số loại khói thuốc khác như ma túy, có thể gây ra ho), thiếu cân bằng điện giải, nói một hơi quá dài, làm sạch cuống họng, do một số loại thuốc kích thích giảm đau mạnh như Heroin, Morphine, và Oxycodone hay do thiếu vitamins. Nấc có thể xảy ra do áp lực lên thần kinh cơ hoành bởi các kết cấu tổ chức giải phẫu khác, hay do có cảm giác có thức ăn trong thực quản, đôi khi (hiếm) do các khối u hay bệnh lý ở cật. Tổ chức ung thư Hoa Kỳ báo cáo rằng 30% số bệnh nhân của các liệu pháp hóa học trải qua nấc cụt do ảnh hưởng của điều trị y học.

### Giả thuyết phát sinh
Christian Straus và các đồng sự thuộc nhóm nghiên cứu hô hấp, trường Đại học Calgary, Canada, đưa ra giả thuyết rằng nấc cụt là một dấu tích để lại trong quá trình tiến hóa từ hệ thống hô hấp lưỡng cư; các động vật lưỡng cư như ếch nuốt chửng không khí và nước thông qua một phản xạ vận động đơn giản hơi giống với nấc ở động vật có vú. Để chứng minh giả thuyết này, họ đã quan sát sự vận động tạo ra kiểu hô hấp giống nấc cụt ban đầu qua sự phát triển của bào thai, trước sự vận động của kiểu hô hấp thông qua phổi như bình thường; do đó theo thuyết tóm lược, nấc cụt là di tích còn lại từ sự tiến hóa của hệ thống hô hấp từ tiền sử đến hệ thống phổi hiện tại.

## Điều trị
Nấc cụt thông thường tự khỏi mà không cần bất cứ sự can thiệp của y học, có một số cách điều trị được ghi chép lại đối với các trường hợp nấc cụt thông thường. Một số cách chữa trị thông thường tại nhà như: dọa cho người bị nấc sợ, làm họ chú ý đến việc khác, uống nước (đôi khi theo những cách không chính thống), hay cố tình thay đổi cách hít thở. Bằng cách hít sâu rồi nín thở khoảng 30 giây..., có thể dùng gừng để điều trị rất hiệu quả (như uống một ly trà gừng, ăn vài lát gừng sống, ăn mứt gừng...)

## Những trường hợp kéo dài
Ông Charles Osborne người Mỹ có những cơn nấc kéo dài trong 68 năm, từ năm 1922 đến năm 1990, đã được ghi vào sách Kỷ lục Guinness với tư cách là người đàn ông có Cơn nấc cụt dài nhất Thế Giới.
Tháng 1 năm 2007, cô Jennifer Mee tại Florida Mỹ, trong độ tuổi thiếu niên cũng bị nấc cụt trong 5 tuần, từ 23 tháng 1 năm 2007 đến 28 tháng 2 năm 2007. Sau khi cơn nấc quay trở lại, bác sĩ chuyên khoa thần kinh của cô chẩn đoán cô có thể đã mắc hội chứng Tourette.